# کاریزما کارپنتر
کاریزما کارپنتر (انگلیسی: Charisma Carpenter؛ زاده ۲۳ ژوئیهٔ ۱۹۷۰) یک هنرپیشه اهل ایالات متحده آمریکا است. وی از سال ۱۹۹۴ میلادی تاکنون مشغول فعالیت بوده‌است.
از فیلم‌ها یا برنامه‌های تلویزیونی که وی در آن نقش داشته‌است می‌توان به بافی قاتل خون‌آشام‌ها، یک‌بارمصرف‌ها، یک‌بارمصرف‌ها ۲ اشاره کرد.

## فیلم‌شناسی
فهرست برخی از فیلم‌ها وسریال‌هایی که کاریزما کارپنتر در آن‌ها به ایفای نقش پرداخته‌است:
- بافی قاتل خون‌آشام‌ها
- یک‌بارمصرف‌ها
- یک‌بارمصرف‌ها ۲
- آنجل